# Protecció
|  | No s'ha de confondre amb seguretat. |

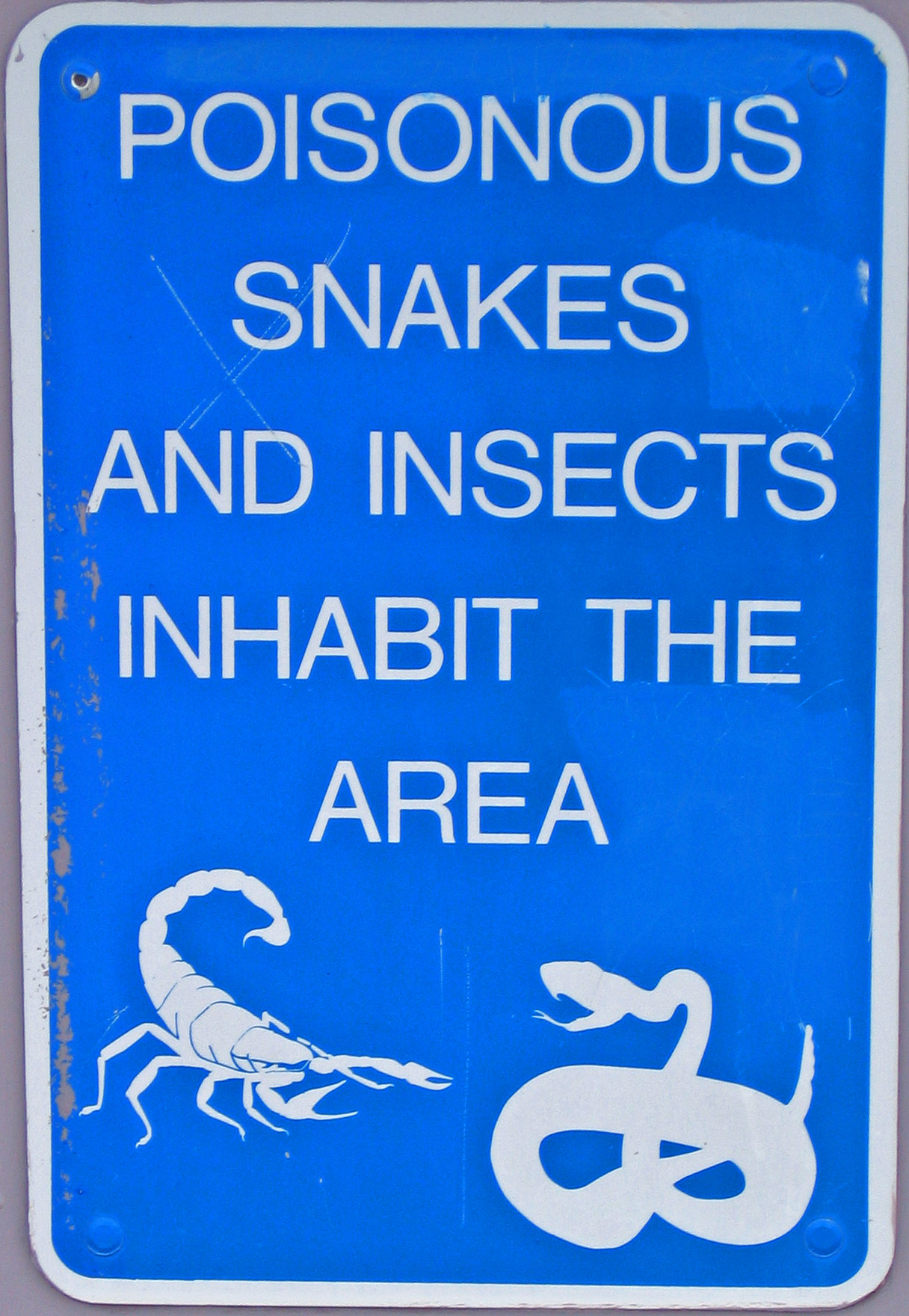
Els senyals de perill, com aquest, poden millorar la consciència de seguretat.

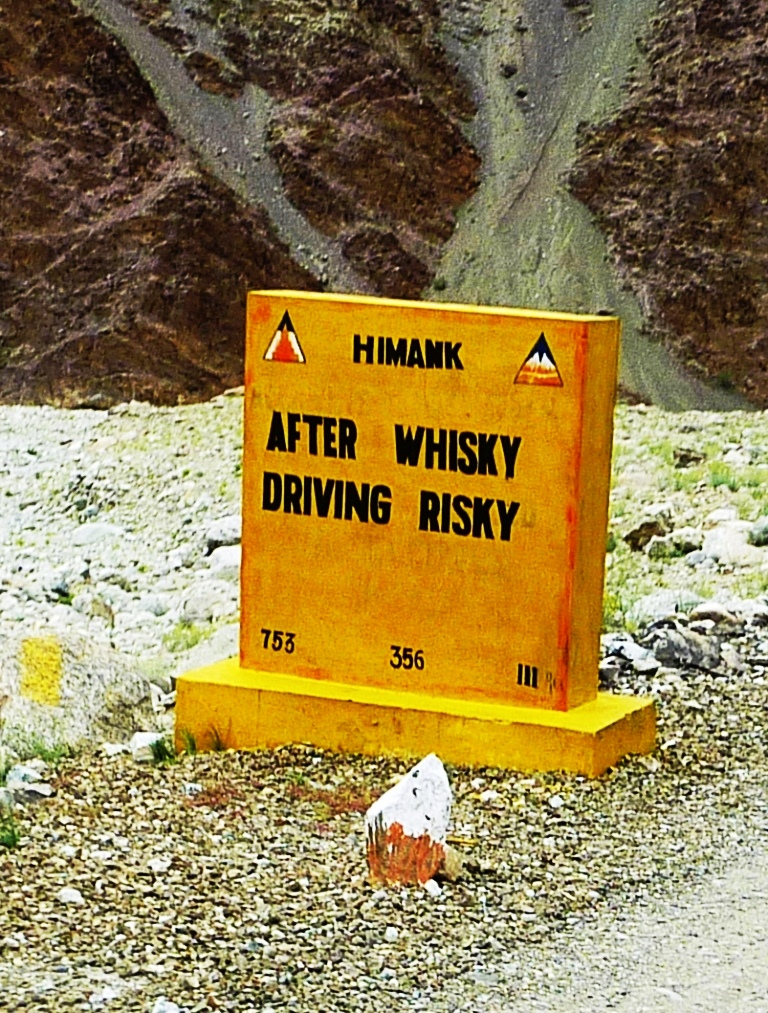
"És arriscat conduir després del whisky". Senyal de seguretat a Ladakh, Índia

La protecció o sensació de seguretat (safety en anglès) és l'estat d'estar "segur", la condició d'estar protegit de danys o altres perills principalment de naturalesa fortuïta. La seguretat també es pot referir al control dels perills reconeguts per tal d'aconseguir un nivell acceptable de risc.
Hi ha dos significats lleugerament diferents de seguretat, que en anglès es distingeixen amb l'ús de les paraules safety i security, i que en català es poden traduir per seguretat en ambdós casos. El primer té a veure amb la protecció davant danys més o menys furtuits que atorga una sensació d'estabilitat, mentre que el segon té a veure amb la protecció davant danys intencionats. Les discussions sobre seguretat solen incloure menció de termes relacionats. Seguretat és un terme així. Amb el temps, les definicions entre aquests dos sovint s'han intercanviat, equiparat i sovint apareixen juxtaposades a la mateixa frase.